# Зоопарк Сан Диего
Зоопарк Сан Диего се намира в Балбоа парк, Сан Диего, Калифорния и е един от най-големите в света с над 4000 различни животни. Той също така е един от малкото зоопаркове в света, който отглежда голямата панда. Намира се на площ от 43 km2. В парка има не само животни, но и няколко редки и интересни растителни видове. Паркът предлага разходки с въздушен лифт, както и с автобуси на два етажа, които покриват 75% от територията и развеждат посетителите из парка.
Зоологическата градина в Сан Диего е основана през 1922 година. До 1960 г. деца под 16 години се приемат безплатно. Зоопаркът разполага освен с голямата панда и с жирафи, слонове, коали, хипопотами, носорози, тигри, бели мечки, фламинго и разнообразни маймуни. Единствената в света коала албинос в зоопарк е родена в зоопарка в Сан Диего. Обложката на албума Pet Sounds на Бийч Бойс от 1966 година, както и други фотографии, са направени в зоологическата градина.